# Coreyova–Houseova syntéza
Coreyova–Houseova syntéza (také nazývaná Coreyova–Posnerova–Whitesidesova–Houseova reakce) je organická reakce lithného organomědnanu (R2CuLi) s organickým pseudohalogenidem (R'X) za vzniku nového alkanu a také organoměďné sloučeniny a lithného halogenidu jako vedlejších produktů.
Li+[R–Cu–R]– + R'–X → R–R' + RCu + Li+X–
Zdroj karboaniontů, například organolithný nebo Grignardovo činidlo, může s alkylhalogenidem reagovat přímo (bez použití mědi) v nukleofilní substituci za vzniku nové vazby uhlík–uhlík, to však jen za předpokladu, že je použit acetylidový nukleofil, jinak tento proces není obvykle využitelný, protože probíhají výměny kovu a halogenu a/nebo se vytváří příliš mnoho produktů redukčních a eliminačních vedlejších reakcí.
Případem, kdy in situ vytvořené organosodné činidlo reaguje s alkylhalogenidem, je Wurtzova reakce.

## Rozsah
Coreyovy-Houseovy reakce lze provádět s velkým množstvím různých diorganylměďnanů  (R2CuLi, R = primární, sekundární nebo terciární alkyl, aryl nebo alkenyl) a organylpseudohalogenidů (RX, R = methyl, benzyl, allyl, primární nebo cyklický sekundární alkyl, aryl či alkenyl a X = Br, I, OTs, případně OTf).
Reakce obvykle probíhá za pokojové či nižší teploty v etherových rozpouštědlech. Při širokém rozpětí použitelných reaktantů, a snadnému provedení se jedná o užitečný způsob syntézy složitých organických molekul; sekundární a terciární alkylhalogenidy ale většinou nereagují nebo vedou k nízkým výtěžkům. Alkynylměďnany také za obvyklých reakčních podmínek nereagují. Tvorba vazeb aryl-aryl je také neúčinná a lépe dosažitelná za katalýzy sloučeninami palladia.

## Mechanismus
Coreyova-Houseova syntéza vyžaduje nejprve dvoukrokovou přípravu Gilmanova činidla z alkylhalogenidu. V prvním kroku alkylhalogenid reaguje s lithiem v diethyletheru za vzniku alkyllithného činidla, RLi. Příslušným alkylhalogenidem může být primární, sekundární nebo terciární alkylchlorid, bromid nebo jodid.
R–X + 2Li° → RLi + Li+X–
Ve druhém kroku vzniká Gilmanovo činidlo (dialkylměďnan) z alkyllithné sloučeniny a jodidu měďného:
2RLi + CuI → Li+[R–Cu–R]– + LiI
V případech, kdy kvůli nevhodným funkčním skupinám nelze použít alkyllithná činidla, je možné při vytváření organoměďné sloučeniny provést transmetalaci jiných kovů, například hořčíku, zinku a hliníku. 
Při Coreyových-Houseových syntézách reaguje organolithná sloučenina, často dialkylměďnan, s alkylpseudohalogenidem nebo aryljodidem, čímž vznikne vazba C–C mezi dvěma organickými zbytky:
Li+[R–Cu–R]– + R'–X → R–R' + RCu + LiX
Jeden ekvivalent R se při běžné podobě reakce použije na tvorbu alkylměďné sloučeniny (pravděpodobně polymerní; většinou přeměnitelné na RH přidáním vody). Tomuto lze zabránit použitím reaktantů typu (RU)CuM, kde RU je nepřenositelný ligand (například lyano, alkynyl nebo 2-thienyl).
Pokud jsou skupiny R a R' odlišné, tak vznikne pouze produkt R–R'; R–R a R'–R' se nevytvoří ve významných množstvích. Coreyova–Houseova reakce tak patří mezi křížová párování, jedná se o jednu z prvních známých křížových párovacích reakcí katalyzovaných přechodnými kovy. 
U alkylbromidů a tosylátů lze pozorovat obrácení konfigurace při použití konfiguračně čistého alkylového elektrofilu. Reakce pravděpodobně probíhá mechanismem podobným SN2 reakcím za vzniku mědité sloučeniny, z níž se redukční eliminací utvoří výsledný produkt. Při použití alkyljodidů se konfigurace zachovává a vytvoří se produkty cyklizace, což naznačuje zapojení radikálů do procesu.
K úspěšnému provedení této reakce je třeba, aby alkylovou skupinou navázanou na pseudohalogenid byl methyl, benzyl, allyl, primární alkyl nebo sekundární cykloalkyl, terciární a necyklické sekundární elektrofily obvykle nedávají dobré výsledky (níže uvedené obměny ovšem umožňují i zapojení sekundárních elektrofilů) (stericky ovlivněná oganoměďná činidla, například terciární a jiné rozvětvené alkyly, mohou být použity). Například dibutylměďnan lithný reaguje s 2-brompentanem s pouze 12% výtěžností. Dobře využitelné jsou však arylměďné reaktanty, jako je difenylměďnan lithný, jenž s (R)-2-brombutanem vytváří (S)-2-fenylbutan za 67-68% enantiomerním přebytkem (a 84-92% stereoinverzí). Také lze úspěšně použít arylbromidy, jodidy a sulfonáty, které obvykle za nepřítomnosti přechodného kovu do nukleofilních substitucí nevstupují.

## Katalytická provedení
V roce 1971 Jay Kochi popsal párování Grignardových činidel s alkylbromidy za přítomnosti katalytických množství tetrachlorměďnatanů, které bylo poté rozšířeno o alkyltosyláty.
Při katalytické variantě jsou Grignardova činidla transmetalována se solemi nebo komplexy mědi za vzniku organoměďnatých meziproduktů, které následně reagují s pseudohalogenidy na výsledný produkt a obnovený katalyzátor.
Bylo zjištěno, že s použitím tetramethylethylendiaminu (TMEDA) jako ligandu organoměďnaté sloučeniny a methoxidu lithného jako zásady je možné provést reakce primárních, sekundárních i terciárních Grignardových činidel s primárními a sekundárními alkylbromidy a tosyláty za téměř úplné stereoinverze. I β-rozvětvené sekundární alkyltosyláty reagovaly s dobrými výtěžnostmi.

## Historie
I když párování organických sloučenin mědi s allylbromidy popsal Henry Gilman už v roce 1936, tak se o jejich rozvoj zasloužila především tato čtveřice chemiků: 
- Elias James Corey
- Gary H. Posner
- George M. Whitesides
- Herbert O. House